# Índice de severidade pandémica
O índice de severidade pandémica (ISP), do inglês "pandemic severity index (PSI)" é uma escala de classificação proposta para reportar a gravidade das pandemias de influenza nos Estados Unidos.
O PSI foi acompanhado por um conjunto de diretrizes destinadas a ajudar a comunicar ações apropriadas a serem seguidas pelas comunidades em possíveis situações de pandemia.
Lançado pelo Departamento de Saúde e Serviços Humanos dos Estados Unidos (HHS) em 1 de fevereiro de 2007, o PSI foi projetado para assemelhar-se ao esquema de classificação da Escala de Furacões Saffir-Simpson.

## Desenvolvimento
O PSI foi desenvolvido pelos Centros de Controle e Prevenção de Doenças (CDC) como uma nova ferramenta de planeamento de pandemias de gripe para uso por estados, comunidades, empresas e escolas, como parte de um esforço para fornecer medidas de prevenção em nível comunitário mais específicas.
Embora tenha sido projetado para implementação doméstica, o HHS não descartou a partilha do índice e das diretrizes com partes internacionais interessadas.
O índice e as diretrizes foram desenvolvidos aplicando princípios de epidemiologia aos dados da história das três últimas principais pandemias e da transmissão sazonal da gripe, modelos matemáticos e contribuições de especialistas e grupos focais dos cidadãos. Muitas práticas "testadas e verdadeiras" foram combinadas de maneira mais estruturada: 
Nós também nos apercebemos ao olharmos para trás através da história o que as cidades fizeram - 44 cidades fizeram, é que muitas dessas medidas foram adotadas por todas as cidades num momento ou outro, e que a diferença poderá estar no timing de usar essas medidas e se elas são coordenadas de uma forma eficaz para nós realmente obtermos os benefícios das respetivas.— Dr. Martin Cetron, Diretor da Divisão de Migração Global e Quarentena do CDC

## Contexto
Durante o início de uma pandemia crescente, as comunidades locais não podem contar com a ampla disponibilidade de medicamentos antivirais e vacinas (consulte a pesquisa sobre influenza).
O objetivo do índice é fornecer orientações sobre quais medidas várias organizações podem adotar para retardar a progressão de uma pandemia, aliviando a carga de stress sobre os recursos da comunidade, enquanto soluções definitivas, como medicamentos e vacinas, podem ser aplicadas. a situação. O CDC espera que a adoção do PSI permita o uso coordenado precoce de medidas de mitigação da comunidade para afetar a progressão da pandemia.

## Diretrizes
O índice concentra-se menos na probabilidade de uma doença se espalhar pelo mundo - ou seja, se tornar uma pandemia - e mais na gravidade da epidemia. O principal critério usado para medir a gravidade da pandemia será a taxa de letalidade (CFR), a porcentagem de mortes do total de casos relatados da doença.
Prevê-se que a implementação real dos alertas PSI ocorra após a Organização Mundial da Saúde (OMS) anunciar a fase 6 de transmissão de influenza (humano para humano) nos Estados Unidos. Provavelmente, isso resultaria no anúncio imediato de uma situação de nível PSI 3-4.
A analogia dos níveis de "categoria" foi introduzida para fornecer uma conexão compreensível aos esquemas de classificação de furacões, com referência específica às recentes consequências do furacão Katrina. Como a Escala de Furacões de Saffir-Simpson, o PSI varia de 1 a 5, com as pandemias da Categoria 1 sendo as mais leves (equivalentes à gripe sazonal ) e o nível 5 sendo reservado para as pandemias mais graves do cenário "pior dos casos" (como as de 1918 Gripe espanhola ).

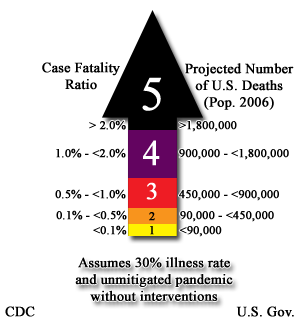
Uma representação gráfica do esquema de categorização ISP

O relatório recomenda quatro medidas principais de distanciamento social para desacelerar uma pandemia:
- Isolamento e tratamento de pessoas com suspeita ou confirmação de casos de gripe pandêmica
- Quarentena domiciliar voluntária dos contatos das pessoas com suspeita ou confirmação de pandemia de influenza
- Dispensar aulas e fechar creches
- Alterando horários de trabalho e cancelando grandes reuniões públicas[1]

Essas ações, quando implementadas, podem ter um efeito geral de reduzir o número de novos casos da doença; mas eles podem ter consequências potencialmente adversas em termos de rompimento social e comunitário. As medidas devem ter o impacto mais percetível se implementadas de maneira uniforme por organizações e governos nos EUA.

## Resposta
Enquanto apresentava o PSI, o Dr. Martin Cetron, Diretor da Divisão de Migração Global e Quarentena do CDC, relatou que o feedback inicial à ideia de uma escala de classificação pandémica foi "uniformemente positivo".
O Centro de Pesquisa e Política de Doenças Infecciosas da Universidade de Minnesota (CIDRAP) relata que o PSI tem "tirado notas geralmente altas de funcionários da saúde pública e de outras pessoas, mas eles dizem que o plano representa uma carga de trabalho maciça para os planeadores locais". Um médico elogiou o PSI como "uma grande melhoria em relação às orientações anteriores"; enquanto o especialista em influenza histórico e autor John M. Barry foi mais crítico com o PSI, dizendo que não foi dada ênfase suficiente aos princípios básicos de saúde que poderiam ter um impacto no nível da comunidade, acrescentando "Eu me sentiria muito mais confortável com muito mais pesquisas [apoiando-as] ".
Durante os comunicados de imprensa iniciais em 2007, o CDC reconhece que o PSI e as diretrizes que os acompanham eram um trabalho em andamento e provavelmente sofrerão uma revisão nos meses seguintes ao seu lançamento.